# Nolan Roux
Nolan Roux (Compiègne, 1 maart 1988) is een Frans voetballer die doorgaans als aanvaller speelt. Hij verruilde AS Saint-Étienne in juli 2017 voor FC Metz.

## Clubcarrière
Roux speelde in de jeugdopleidingen van SM Caen, AS Beauvais en RC Lens. Voor laatstgenoemde club maakte hij in het seizoen 2008/09 zijn debuut in het betaald voetbal, in de Ligue 2. Dat bleef ook zijn enige wedstrijd in het eerste van Lens.
Roux verhuisde in juli 2009 naar Stade Brest, op dat moment ook actief in de Ligue 2. Hier scoorde hij tijdens zijn eerste seizoen vijftien doelpunten in 34 competitiewedstrijden. Hij eindigde dat jaar de competitie met de club op de tweede plaats, goed voor promotie naar de Ligue 1. Hierin kwam hij het jaar erna tot zes doelpunten in 28 wedstrijden. Een zestiende plaats was goed voor behoud op het hoogste niveau.
Roux tekende op 21 januari 2012 een contract tot medio 2016 bij Lille OSC, dat acht miljoen euro voor hem betaalde. Hiermee eindigde hij dat seizoen als derde in de Ligue 1. Als gevolg daarvan debuteerde hij in 2012 in de UEFA Champions League. Roux speelde in 3,5 jaar meer dan honderd competitiewedstrijden voor Lille, waarmee hij op het hoogtepunt in 2013/14 nog een keer derde werd.
Roux tekende in juli 2015 een contract tot medio 2018 bij AS Saint-Étienne, de nummer vijf in de Ligue 1 het voorgaande seizoen. De club betaalde circa €2.000.000,- voor hem aan Lille.

## Interlandcarrière
Toen Roux voor Stade Brest speelde kwam hij tweemaal uit voor Frankrijk -21. Bij zijn debuut, op 2 maart 2010 tegen Kroatië -21, wist hij tweemaal te scoren. Zijn tweede interland verloor hij met Frankrijk -21 op 12 augustus 2010 van België -21.